# Büssing-NAG G 31
Der Büssing-NAG G 31 war ein „leichter, geländegängiger Lastkraftwagen“ (o), der in verschiedenen Ausführungen für die deutsche Reichswehr entwickelt und von ihr wie auch von der späteren Wehrmacht eingesetzt wurde. Viele verschiedene Truppenteile setzten das Fahrzeug der 3-t-Nutzlastklasse im Zweiten Weltkrieg ein.

## Entwicklung
1926 begannen Überlegungen der Reichswehr zur künftigen Ausrüstung des deutschen Heeres. Die generelle Motorisierung, die auch die Streitkräfte anderer Nationen seit dem Ende des Ersten Weltkrieges anstrebten, galt als wichtiger Aspekt möglicher künftiger Kriege. Geländegängige Lastkraftwagen, die große Gespanne ersetzen konnten, standen in der kaiserlichen Armee noch nicht zur Verfügung, auch wurden solche in Deutschland noch nicht produziert. Vor und im Ersten Weltkrieg hatte man bereits Erfahrungen mit Subventions-Lkw und der Fahrzeugklasse der Regel-3-Tonner gemacht.
Die Reichswehr formulierte genauere Anforderungen an ein solches Fahrzeug und gab diese Beschreibung an die deutschen Nutzfahrzeughersteller. Die Spezifikation forderte einen dreiachsigen, hinten zwillingsbereiften Lastkraftwagen mit 1500 kg Nutzlast, hoher Bodenfreiheit, angetriebenen Hinterachsen und guter Zugkraft. Von der Beschreibung in der Reichswehr her hieß die Klasse „leichter geländegängiger Lastkraftwagen (o)“, wobei „o“ für handelsüblich, also einen Industrieentwurf stand.
Nachdem Büssing-NAG bereits seinen mittleren Typ III GL 6 präsentiert hatte, wurde nach der Übernahme von NAG auch der Nachfolger des NAG Voran, den die Reichswehr zuvor schon erprobt hatte, als weiterentwickeltes leichtes geländegängiges Modell G 31 angeboten.

## Technische Beschreibung
Der Büssing-NAG G 31 hatte einen Vierzylinder-Ottomotor mit 3920 cm³ Hubraum und 65 PS Leistung. Die Fahrwerksauslegung entsprach der von der Wehrmacht für Geländelastkraftwagen geforderten 6x4-Konfiguration, bei der die beiden hinteren Achsen angetrieben waren.

## Produktion
Die Fertigung des Büssing-NAG G 31 begann 1931 und es wurden vom Hersteller insgesamt 2758 Fahrzeuge produziert. Von diesen wurden 2333 Stück an die Reichswehr und im Anschluss an die Wehrmacht ausgeliefert.
Das Fahrzeug wurde mit einem offenen Fahrerhaus für die Bedürfnisse der deutschen Streitkräfte und mit einem geschlossenen Fahrerhaus für den militärischen und zivilen Markt angeboten.

## Einsatz
Büssing-NAG G 31 wurden mit vielen spezialisierten Aufbauten in der Reichswehr und Wehrmacht verwendet:
- leichter geländegängiger Lastkraftwagen (offen) (o)
- leichter geländegängiger Lastkraftwagen (offen) (o) für Betriebsstoff
- leichter geländegängiger Lastkraftwagen (offen) (o) für Betriebsstoff und Gerät
- leichter geländegängiger Lastkraftwagen (offen) (o) mit kleinem oder großem Feldkochherd
- Fernsprech-Kraftwagen (l.gl.Lkw. (o))
- Pionier-Kraftwagen III (l.gl.Lkw. (o))
- Fernschreib-Kraftwagen (Kfz. 61) mit Fgst. l.gl.Lkw. (o)
- Fernsprechbetriebs-Kraftwagen (Kfz. 61) mit Fgst. l.gl.Lkw. (o)
- (le.) Funk-Kraftwagen (Kfz. 61) mit Fgst. l.gl.Lkw. (o)
- Peil-Kraftwagen a (Kfz. 61) mit Fgst. l.gl.Lkw. (o)
- Schlüssel-Kraftwagen (Kfz. 61) mit Fgst. l.gl.Lkw. (o)
- Verstärker-Kraftwagen (Kfz. 61) mit Fgst. l.gl.Lkw. (o)
- Druckerei-Kraftwagen (Kfz. 62) mit Fgst. l.gl.Lkw. (o)
- Lichtauswerte-Kraftwagen (Kfz. 62) mit Fgst. l.gl.Lkw. (o)
- Schallaufnahme-Kraftwagen (Kfz. 62) mit Fgst. l.gl.Lkw. (o)
- Schallauswerte-Kraftwagen (Kfz. 62) mit Fgst. l.gl.Lkw. (o)
- Stabsauswerte-Kraftwagen (Kfz. 62) mit Fgst. l.gl.Lkw. (o)
- Vermessungsauswerte-Kraftwagen (Kfz. 62) mit Fgst. l.gl.Lkw. (o)
- Wetter-Kraftwagen (Kfz. 62) mit Fgst. l.gl.Lkw. (o)
- Funkmast-Kraftwagen (Kfz. 68) mit Fgst. l.gl.Lkw. (o)
- Beobachtungs-Kraftwagen (Kfz. 76) mit Fgst. l.gl.Lkw. (o)
- Fernsprech-Kraftwagen (Kfz. 77) mit Fgst. l.gl.Lkw. (o)
- Funkhorch-Kraftwagen (Kfz. 77) mit Fgst. l.gl.Lkw. (o)